# Joint Base Anacostia–Bolling

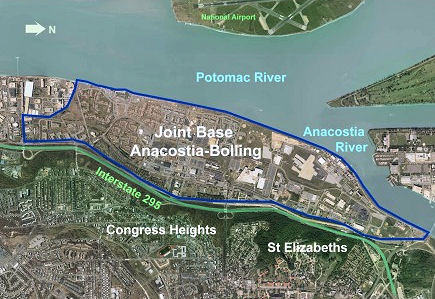
Karta över Joint Base Anacostia–Bolling. Observera att norr pekar mot höger.

Joint Base Anacostia–Bolling är en militär anläggning tillhörande USA:s försvarsdepartement i sydöstra Washington, D.C.. Basen är belägen i District of Columbia på andra sidan floden Anacostia söder om Fort McNair och öster om Washington National Airport på andra sidan Potomac. 
Den bildades 2010 genom en sammanslagning av Bolling Air Force Base och Naval Support Facility Anacostia. Från bildandet fram till oktober 2020 drevs den av marindepartementet men efter det datumet av flygvapendepartementet.

## Bolling Air Force Base

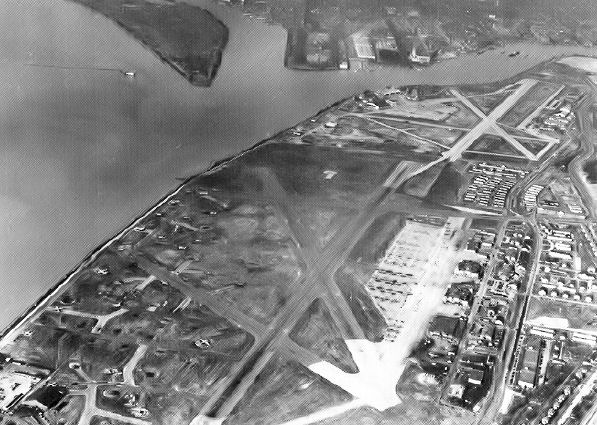
Bolling Field (närmast) och Anacosta Naval Air Station (längst bort) på 1940-talet.

Basen öppnade 1918 och användes för huvudstadens luftförsvar samt för materiel och utvecklingsprojekt. Den sista flygningen med flygplan ägde rum 1962, då rullbanan därefter stängdes på grund av närheten till den ökande passagerarflygtrafiken på Washington National Airport. Innanför grindarna finns en ceremoniplats, kontor, arkiv och förråd samt ett stort antal tjänstebostäder.
Flygbasen är uppkallad sedan efter överste Raynal C. Bolling (1877–1918) som stupade i första världskriget vid Estrées-Deniécourt i Frankrike på västfronten.

## Naval Support Facility Anacostia
Flottan började med sjöflygplan på platsen 1918, men blev under 1930-talet en konventionell flygplats under namnet Naval Air Station Anacostia i den norra änden av nuvarande Joint Base Anacostia–Bolling. Provflygverksamheten flyttade på 1940-talet till Naval Air Station Patuxent River. I likhet med flygvapnets anläggning i direkt anslutning söderut så stängdes även dess rullbana 1962 av samma anledning. Den enda flygverksamhet på området därefter har varit en landningsplats för helikopter (ICAO-kod: KBOF).

## Verksamhet
Air Force District of Washington finns där samt dess 11th Wing fungerar som basens värdförband och i densamma ingår musikkåren United States Air Force Band, den ceremoniella hedersvakten United States Air Force Honor Guard samt flera skvadroner med stödfunktioner som Security Forces och sjukvårdspersonal.
På området finns sedan 1980-talet högkvarteret för Defense Intelligence Agency (DIA). Ett detachement för marinkårens helikopterskvadron HMX-1 (som flyger VIP-helikoptrarna som går under anropssignalen Marine One när USA:s president är ombord) finns där, liksom även flottans hedersvakt och ceremoniförband (engelska: United States Navy Ceremonial Guard), det lokala fältkontoret för Naval Criminal Investigative Service (NCIS) samt kustbevakningsstationen för Washingtonområdet.